# Wilhelm von Ramming
Wilhelm baron von Ramming von Riedkirchen (né le 30 juin 1815 à Nemoschitz (de), en royaume de Bohême et mort le 1er juillet 1876 à Carlsbad) est un général autrichien.

## Biographie
Son père Wilhelm Ramming (né en 1770 à Lastau en Saxe) est élevé à la noblesse en 1822 avec le titre de Riedkirchen. Après l'Académie militaire de Wiener-Neustadt le 27 octobre 1827, Wilhelm Ramming est nommé sous-lieutenant dans le 7e régiment de cuirassiers comte von Hardegg (cs) en octobre 1834, avec lequel il sert pendant les cinq années suivantes. Le 30 novembre 1839, il devient premier lieutenant à l'état-major du quartier-maître général. Il est promu capitaine le 20 juin 1845. Sous les ordres du FML Haynau, il participe à l'attaque de Brescia et au siège du fort Malghera ainsi qu'aux combats contre les insurgés à Pieve di Cadore. Le 4 juin 1849, il est nommé lieutenant-colonel. Pour la défense réussie de l'ennemi à Monte Mauria le 3 juin et l'occupation de Piave di Cadore le 5 juin 1849, il reçoit l'ordre de la Couronne de fer de 3e classe. De mai à août 1849, en tant que chef d'état-major du FZM Haynau en Hongrie, il participe aux batailles de Szered, Raab, Komorn et Szegedin. Pour avoir organisé les victoires des batailles de Szőreg (5 août) et de Temesvár (de) (9 août), il reçoit la croix de chevalier de l'ordre de Léopold. Pour ses services comme chef d'état-major général de l'armée lors de la campagne d'été en Hongrie, il est promu colonel le 10 octobre 1849 et affecté à la 157e promotion de la croix de chevalier de l'ordre de Marie-Thérèse le 26 mars 1850. Son ouvrage Der Feldzug in Ungarn und Siebenbürgen im Januar 1849 (Pest 1850), publié après la guerre, a suscité un intérêt général pour l'histoire de la guerre.
Élevé au grade de baron le 4 juin 1851, il reste chef d'état-major de la 3e armée en Hongrie après la paix. Il est promu major général le 17 mai 1854. Après avoir été pendant plusieurs années chef d'état-major de divers corps d'armée, il reçoit en 1857 une brigade au sein du 3e corps d'armée et est nommé lieutenant-maréchal le 28 juin 1859. Avec sa brigade, il participe à la guerre de Sardaigne en 1859 et à la malheureuse bataille de Magenta. Il est ensuite nommé général auprès du chef d'état-major Heinrich von Heß en tant que chef du bureau des opérations et fait imprimer une «Contribution à la bataille de Solférino » sous forme de «manuscrit» à Zurich. Après la conclusion de la paix préliminaire de Villafranca en 1859, il reçoit le grade de lieutenant-maréchal et se voit confier la direction des affaires opérationnelles de l'état-major de l'intendance générale. En 1864, il reçoit le commandement du 6e corps d'armée, qu'il commande également lors de la guerre contre la Prusse en 1866. Repoussé par l'armée du prince héritier de Prusse lors de la bataille de Nachod le 27 juin, son corps forme la réserve à Skalitz et Sadowa. Après la guerre, il sert successivement comme général commandant à Prague, Sibiu et Brünn. En 1868, il est nommé maître militaire honoraire. Il vit ensuite à Vienne à partir de 1873 en tant que député à vie de la chambre des seigneurs (de) et capitaine de la garde du Corps d'Arcièren (de) et meurt le 1er juillet 1876 à Carlsbad.

## Œuvres
- Wilhelm von Ramming (anonym): Ein österreichischer Commentar zu der russischen Darstellung des ungarischen Revolutionskrieges. Zugleich ein Supplement zu dem Werke: "Der Feldzug in Ungarn und Siebenbürgen". Pesth: Geibel, 1851.